# Obwód Stara Zagora
Obwód Stara Zagora (bułg. Област Стара Загора) – jedna z 28 jednostek administracyjnych Bułgarii, położona w środkowej części kraju.

## Skład etniczny
W obwodzie żyje 370 615 ludzi, z tego 319 379 Bułgarów (86,17%), 18 529 Turków (5,00%), 26 804 Romów (7,23%), oraz 5903 osób innej narodowości (1,59%).